# Gran Moravia
Gran Moravia je vrsta češkega trdega sira in tudi blagovna znamka italijanske sirarne Brazzale. 

## Značilnosti
Sir ima značilno svetlo rumeno skorjo. Testo je slonokoščene oz. belo bledo rumenkaste barve, trdo in zrnasto ter se školjkasto lomi. Na prerezu so robovi ostri, vendar krhki. V nasprotju z nekaterimi drugimi siri, sir Gran Moravia nima značilnih očesc (luknjic) v testu. Okus je poln, spominja na orehe in je rahlo pikanten ter slan. Zaradi svoje strukture je sir primeren tako za narezke, kot za ribanje in strganje. Sir Gran Moravia je ekološki sir, ki se odlikuje z zelo majhno porabo vode pri proizvodnji.

## Zgodovina
Najstarejša italijanska sirarna Brazzale, ki deluje neprekinjeno že od leta 1784, je sir Gran Moravia razvila po tehnologiji, podobni tisti, ki se v Italiji uporablja za proizvodnjo ekstra trdih sirov za ribanje tipa parmezan (npr. Parmigiano Reggiano in Grana Padano), ter ga pričela proizvajati leta 2003, v svojih sirarnah v Litovelu na Moravskem in okolici.

## Proizvodnja
Premer velikih okroglih hlebcev, visokih okoli 18 cm, je okoli 40 cm. Teža takega hlebca, odvisno od časa staranja, je okoli 40 kg. Posebnost sira Gran Moravia je, da ga sicer proizvajajo na Češkem (Moravskem), vendar ga starajo v Italiji. 
Sir prodajajo v kosih, rezinah in tudi naribanega (v vakumirani embalaži) ali pa je sestavina tudi nekaterih drugih izdelkov proizvajalca, ki so na trgu pod istoimensko blagovno znamko.